# Айртам
Айртам — древнее городище расположенное в Узбекистане в 18 километров к востоку от Термеза на обрывистом берегу Амударьи. Один из наиболее интересных памятников среднеазиатской античности.
Исследования, проведённые ещё в 1930-х годах Термезской археологической экспедицией и в 1960-х годах Узбекистанской искусствоведческой экспедицией Института искусствознания им. Хамзы, показали, что здесь в течение нескольких столетий (конец II—I века до н. э. — III—IV веков н. э.) существовало большое поселение. Стратегическое значение его определялось прежде всего тем, что оно было связано с древней переправой через Амударью.
Основные раскопки велись на самом крупном бугре в западной части города. В 1932—1933 годы здесь был найден знаменитый скульптурный фриз с изображением музыкантов, экспонируемый ныне в Государственном Эрмитаже.
Раскопки показали, что ниже слои бугра содержат остатки монументального здания с пахсовыми стенами. Строительство его началось в период упадка Греко-бактрийского царства, вероятно в третьей четверти II века до н. э., но не было завершено. Здание включало более десятка помещений и служило скорее всего крепостным сооружением, призванным защищать район переправы.
Расцвет Айртама приходится на время правления Кушан; в этот же период на правобережье Амударьи проникает буддизм. При кушанских правителях руины форта были разравнены, помещения заполнены песком и глиной, а сверху нанесён толстый слой смазки из зеленоватой глины. Над ним из сырцового кирпича были возведены сооружения буддийского культового комплекса, включавшего святилище, ступ и ряд подсобных помещений. От этих построек до нас дошли остатки стен высотой в три-четыре ряда сырцового кирпича.
Айртамская надпись — первая бактрийская монументальная надпись, найденная на территории правобережной Бактрии. Значение этого памятника определяет также тем, что он имеет дату и содержит сведения, позволяющие судить о некоторых этапах строительства культового комплекса в Айртаме.
Надпись сохранилась лишь частично — текст сильно пострадал от разрушений поверхности постамента. Верхняя половина его, где находится надпись, длительное время не была надёжно прикрыта землёй, и проникавшая сюда вода размывала поверхность камня. Больше всего пострадал левый край постамента, где расположены начальные части строк. Несколько больших лакун в тексте возникло, очевидно, в результате повреждений поверхности постамента при перемещении скульптурного блока.